# Hamburger Volkszeitung

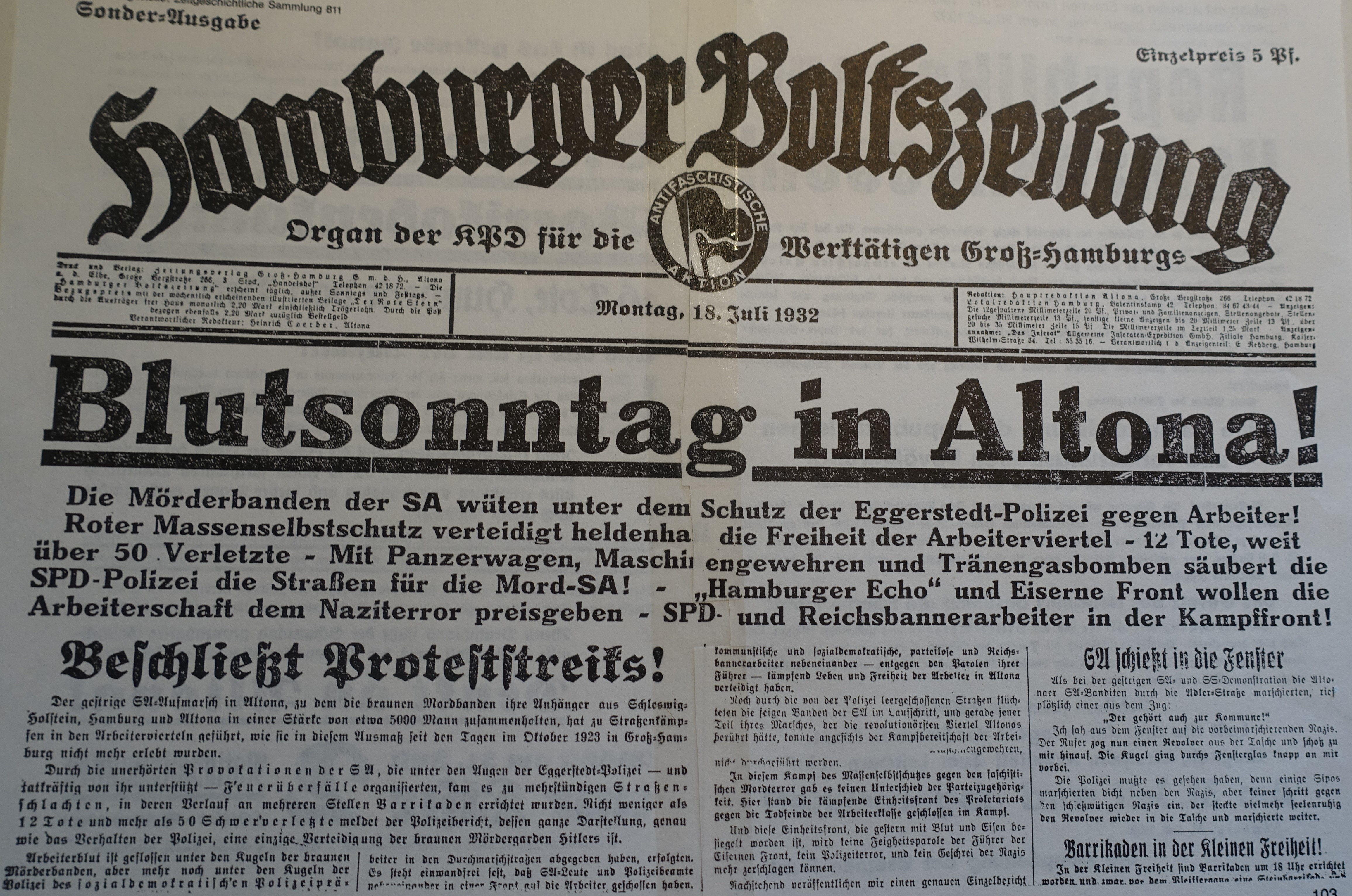
Hamburger Volkszeitung vom 18. Juli 1932

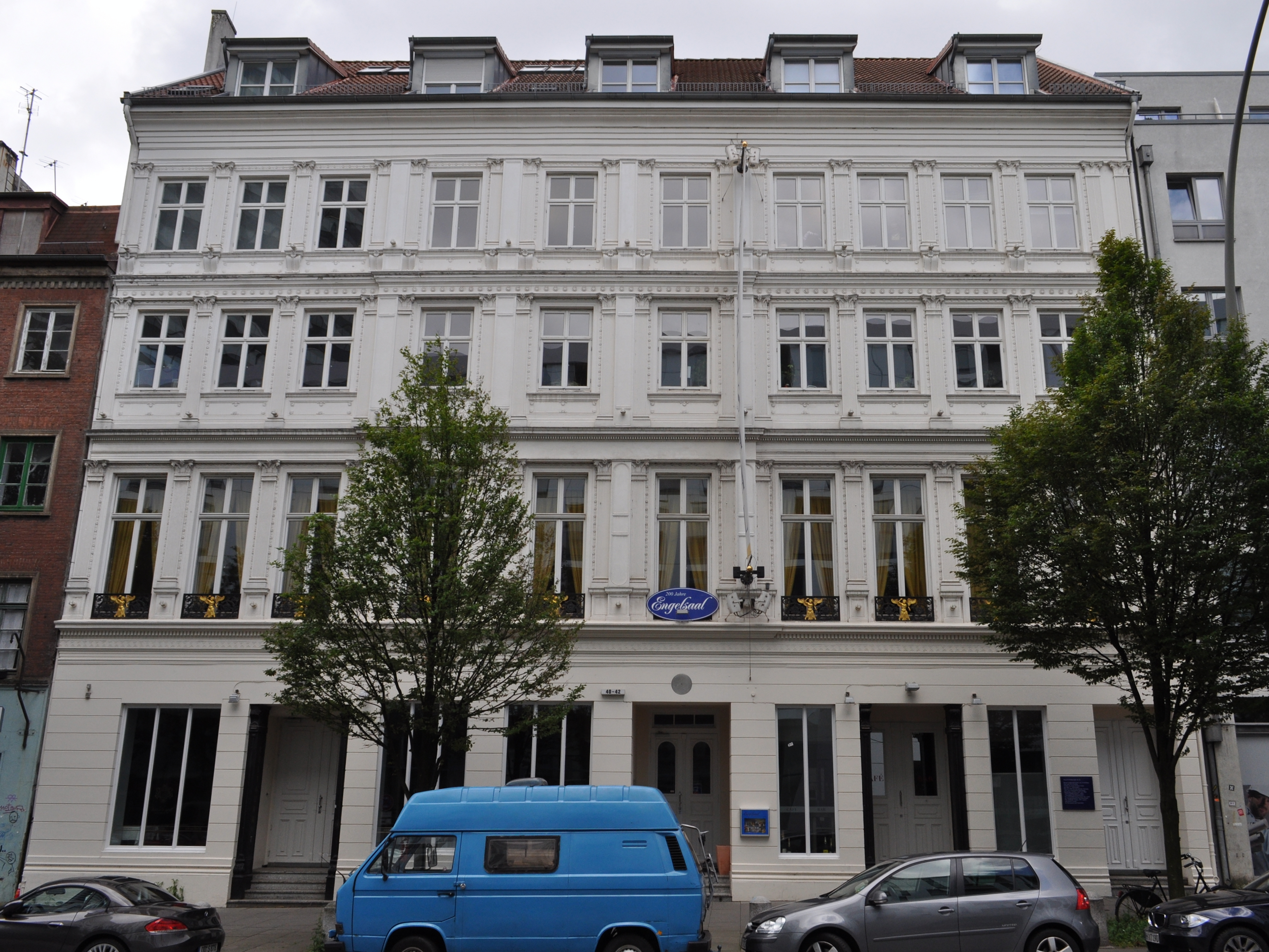
Ehemaliger Sitz der Redaktion der Hamburger Volkszeitung und Bezirksleitung der KPD – Valentinskamp 40–42

Die Hamburger Volkszeitung HVZ war eine deutschsprachige kommunistische Zeitung. Gegründet 1918 wurde sie erstmals 1933 verboten. Wiederbegründet 1946 wurde sie 1956 erneut verboten. Illegale Ausgaben erschienen noch bis 1962.

## Erste Erscheinungsperiode (1918–1933)
Ursprünglich der USPD nahe, orientierte sie sich ab 1920 zunehmend kommunistisch und wurde Ende 1920 von der KPD übernommen. Ihr Sitz wurde 1923 der Valentinskamp 40–42 im Hamburger Presseviertel. Zu ihren Chefredakteuren zählten u. a. Philipp Dengel (ab 1923), Friedrich Dettmann und Heinrich Meyer von 1929 bis 1931.
Die HVZ wurde durch 64 Filialen und Verteilstellen, durch Freiverkauf der KPD-Mitglieder und durch Kolporteure vertrieben, die als Erwerbslose nebenberuflich den Hausverkauf betrieben. Die Zeitung erschien im genossenschaftlichen Verlag Hamburger Volkszeitung eGmbH, der 1923 in Graphische Industrie eGmbH umbenannt wurde. Ab 1927 bis 1931 erschien die HVZ in der Norddeutschen Verlagsgesellschaft und dann im Zeitungsverlag Groß-Hamburg.
1922 wurde von der rechtsradikalen Organisation Consul ein Sprengstoffanschlag auf ihr Verlagsgebäude verübt.
Nach der Machtübernahme durch die Nationalsozialisten im Jahr 1933 wurde sie als erste Zeitung in Hamburg verboten; zahlreiche Mitarbeiter wurden in Konzentrationslager gebracht.

## Zweite Erscheinungsperiode (1946–1956)
Die Lizenz zur Wiederzulassung seitens der britischen Militärregierung erhielten am 26. März 1946 Willi Grünert, Alfred Heitmann und Johannes Westphal, die je 7.000 Reichsmark als Stammkapital einbrachten. Die erste neue Ausgabe der Hamburger Volkszeitung erschien am 3. April 1946. Von den bis 1933 für die HVZ Tätigen kamen nur sechs zurück; etwa die Hälfte der Mitarbeiter war während der NS-Diktatur in Haft bzw. als politisch Verfolgte im Exil gewesen. Von 1946 bis 1950 war Erich Hoffmann, 1951 war Heinz Priess Chefredakteur. Die Zeitung wurde grafisch von Willy Colberg gestaltet.
Anfangs genau wie die Hamburger Allgemeine Zeitung und die Hamburger Freie Presse mit 80.000 Exemplaren lizenziert, kürzte man die Auflage seitens der Militärverwaltung aufgrund der Papierknappheit und der damit verbundenen Kontingentierung von Papier für parteipolitische Presseorgane nach dem niedrigen Abschneiden der KPD bei der Bürgerschaftswahl in Hamburg 1946 im Jahr 1947 auf 34.500. Die Parteiführung ordnete darauf einen schärferen politischen Ton an, um weitere Kreise zu einem kritischen Umgang mit den politischen Gegebenheiten der Zeit zu animieren, welches letztendlich zum Ausscheiden etlicher Redaktionsmitglieder, unter anderem dem Feuilletonredakteur Ludwig Pollner und dem Theaterkritiker Willy Sosnowski führte.
Spätestens ab Januar 1947 hatte sich die Hamburger Volkszeitung zu einer reinen Propagandazeitung der KPD Wasserkante entwickelt. 1948 wurde sie wegen Angriffen auf die USA und den Britischen Beauftragten für den Nordwestdeutschen Rundfunk (NWDR) für vier Wochen verboten. Ab 1950 waren sämtliche Mitarbeiter Mitglieder der KPD.
Gegen die Hamburger Volkszeitung wurden zwischen 1951 und 1956 insgesamt 396 Strafanzeigen gestellt.
Am 18. August 1956 – einen Tag nach dem KPD-Verbot in der Bundesrepublik Deutschland – wurden die Redaktionsräume von der Polizei durchsucht, Inventar und Vermögen beschlagnahmt, die Hamburger Volkszeitung erneut verboten. Die Zeitungsbestände ab 1946 befinden sich im Archiv der Ernst-Thälmann-Gedenkstätte in Hamburg.
Illegale Ausgaben erschienen noch von September 1956 bis Oktober 1962; sie sind im Mikrofilmarchiv der Deutschen Presse e. V. erhalten.

## Namhafte Autoren
- Willi Bredel (1928–1933): Der Schriftsteller schrieb zunächst vorwiegend Theaterkritiken und Rezensionen; er war von 1928 bis 1930 Redakteur der Hamburger Volkszeitung.
- Ralph Giordano (1945–1956): Der Schriftsteller und Journalist war ab 1946 freier Mitarbeiter.
- Hans-Peter Minetti (1926–2006): Der spätere Schauspieler schrieb 1947–1949 neben seinem Studium für die Hamburger Volkszeitung.

### Volontär/-in
- Anni Wadle (1930–1933): Sie gestaltete die Frauen- und Jugendseiten.[4]
- Kurt Bürger (1894–1951): 1951 kurzzeitig Ministerpräsident von Mecklenburg
- Fred Oelßner (1903–1977): Wirtschaftswissenschaftler und Parteifunktionär